# اندرس سکاتی
اندرس سکاتی (اسپانیایی: Andrés Scotti‎؛ زادهٔ ۱۴ دسامبر ۱۹۷۵) یک بازیکن فوتبال اهل اروگوئه است.

## تیم ملی
وی همچنین در تیم ملی فوتبال اروگوئه بازی کرده است.